# Balsamina (planta)
La balsamina (Impatiens balsamina), nom comú de la família de les balsaminàcies pertany al gènere Impatiens, amb al voltant de 900 espècies de plantes vivaces i anuals.
Aquesta és una planta anual, freqüentment utilitzada en jardineria, que no sol sobrepassar 50 cm, de tiges alçades i dretes molt ramificades. Les fulles són lanceolades i de color verd clar, tenen pecíols curts i vores serrades.
Les flors neixen a les aixelles de les fulles, sobretot en les de la part superior i poden trobar-se en colors variats, des del blanc al groc o vermellós, encara que predominen els tons roses o púrpures. Existeixen varietats simples, dobles o semidobles i la seva floració és molt abundant. La floració va des del maig fins al setembre.

## Altres noms
Abret, alegria, balsamer, balsamilla, balsamina comuna, cornet, floquet, floqueter, floquí, floquiner, herba de Santa Caterina, meravella, nyanyo, papagai, sogres i nores, nyonyo.